# Adler 4,5 HP
L'Adler 4,5 HP est une automobile du constructeur allemand Adler produite entre 1900 et 1903.

## Production
L’entreprise basée à Francfort-sur-le-Main a commencé à produire des automobiles en 1900. Le nom de la marque était Adler.
L’Adler 4.5 HP était plus grand que l’Adler vis-à-vis. Le moteur recevait plus de cylindrée et plus de puissance. Les 4,5 HP étaient disponibles en spider et en phaéton. L’Adler 4,5 HP avait un moteur monocylindre de De Dion-Bouton.
Le moteur monocylindre avait 499 cm³ avec un alésage de 84 mm et une course de 90 mm. La puissance maximale de 4,5 ch a été atteinte à 1500 tr/min. Le système d’allumage fonctionnait sur une batterie et une bobine d’induction. Le réservoir de carburant se trouvait à l’avant du compartiment moteur et fonctionnait selon le principe de la pente. L’achat du moteur a été fait d’une part en raison d’un manque d’expérience en matière de conception de moteurs, mais aussi en raison du risque d’éviter les contrefaçons de brevets. De Dion-Bouton était le plus grand producteur mondial avec 26 000 moteurs produits jusqu’en 1902.
L’automobile à quatre places ou a deux places avait un empattement de 2100 mm et une largeur de voie de 1150 mm.
L’une des raisons de l’entrée d’Adler dans la production automobile était l’aplatissement de la construction de bicyclettes vers 1900. Avec les véhicules à moteur, ils voulaient se positionner plus solidement à côté des machines à écrire et des vélos.
Le véhicule, qui a été présenté presque en même temps que la première Renault, était équipé d’un radiateur à tube serpentin. Les premiers véhicules Adler avaient un capot qui s’inclinait doucement vers l’avant, à l’instar de Renault. L’Adler a également été l’un des premiers véhicules avec un arbre à cardan, alors que les chaînes étaient préférées par la plupart des fabricants. Un embrayage à cône en cuir assurait le changement de vitesse de la boîte de vitesses à trois vitesses. Le levier de vitesses était situé sur la colonne de direction. Les freins ont agi sur la boîte de vitesses et plus loin sur les roues arrière. Les roues étaient des roues à rayons métalliques avec des pneus à l’avant de 650 x 65 et de 750 x 80 à l’arrière.